# Dick Parry
Dick Parry (Cambridge, 22 de desembre de 1942) és un saxofonista anglès. És un conegut instrumentista que es va fer famós per interpretar el tema Money de Pink Floyd, entre altres temes d'aquest grup.